# Furcraea guatemalensis
Furcraea guatemalensis är en sparrisväxtart som beskrevs av William Trelease. Furcraea guatemalensis ingår i släktet Furcraea och familjen sparrisväxter. Inga underarter finns listade i Catalogue of Life.